# Ребёнок (фильм, 1967)
«Ребёнок» — советский короткометражный фильм 1967 года режиссёра Николая Мащенко по мотивам одноимённого рассказа Александра Серафимовича.

## Сюжет
Великая Отечественная война. Группа разведчиков обнаруживает на разбомбленной фашистами железнодорожной станции спрятавшуюся во время бомбёжки и отставшую от эшелона эвакуируемых детдомовских детей четырёхлетнюю девочку и берёт её с собой. Вскоре разведчики в лесу попадают в засаду немцев…

## В ролях
- Таня Осыка — Таня
- Владимир Фролов — Володя, солдат
- Улдис Пуцитис — немец
- Алим Федоринский — солдат
- Игорь Стариков — солдат
- Юрий Миколайчук — молодой солдат

## Съёмочная группа
- Сценарий и постановка: Николай Мащенко
- Оператор: Валерий Квас
- Художник: А. Добролежа

## Литературная основа
Фильм, как указано в титрах, снят по мотивам одноимённого рассказа Александра Серафимовича, однако, далёк от его сюжета.
Рассказ «Ребёнок» написан А. Серафимовичем в 1942 году — открыл цикл фронтовых очерков и рассказов писателя, впервые напечатан в газете «Правда» за 17 сентября 1942 года, в его основе личные впечатления писателя при эвакуации с Дона в Ульяновск — рассказ точно воспроизводит эпизод о бомбёжке моста через реку Иловля в августе 1942 года во время Сталинградской битвы.

Отзывчивостью на страдания детей, соединенной с ненавистью к фашистским варварам, проникнут рассказ Серафимовича «Ребёнок».— литературовед Л. И. Тимофеев
Как указано в титрах, военным консультантом фильма выступил генерал-майор Д. М. Краснокутский.

## Критика
И современной фильму критикой, и в дальнейшем киноведами, фильм выделялся в творчестве режиссёра:

Серьёзным экзаменом для Мащенко как режиссера и педагога был фильм «Ребёнок» (1967), посвященный теме — война и дети. Здесь режиссёр достиг не только высокого профессионализма в раскрытии темы, в утверждении идеалов мира, но и открыл одно юное дарование — Таню Осыку, которая блестяще исполнила главную роль.

…Есть у него маленький — около 20 минут — фильм. Чёрно-белый. С этой короткой ленты 1967 года, пятой, кажется, в списке постановок почти 40-летнего провинциального режиссёра, начинается кинематограф Мащенко, именно здесь ключ ко всему, что будет в нём дальше.— киновед Евгений Марголит, журнал «Сеанс», 2013 год